# Relais de Saint-Denis
 (mars 2023).
Si vous disposez d'ouvrages ou d'articles de référence ou si vous connaissez des sites web de qualité traitant du thème abordé ici, merci de compléter l'article en donnant les références utiles à sa vérifiabilité et en les liant à la section « Notes et références ».
Le relais de Saint-Denis est une épreuve de relais qui se court chaque année sur l'île de La Réunion, département d'outre-mer français du sud-ouest de l'océan Indien. Comme son nom l'indique, il a lieu à Saint-Denis, le chef-lieu du territoire.